# ブルンツヴィーク
ブルンツヴィーク（Bruncvík(Brunclíkとも呼ばれる)）は、チェコ共和国・首都プラハの伝説の王。

## 伝説
数々の苦難に合い、多くを失いながらも冒険を続けていた。途中、無人島で三頭の竜と戦う獅子と出逢い、獅子を助けて竜を撃破し、以来この獅子はブルンツヴィークのお供となった。また、アフリカに至った時には、当地の姫に求婚されるが、これを固辞して祖国に戻る。この際に、手に取って命じるだけで敵の首を落とすことが出来る黄金で出来た魔法の剣を持ち帰る。祖国に帰り王となったブルンツヴィークは、以後40年に渡りボヘミアに君臨し、他国の侵略から守り生涯を終え、お供の獅子はブルンツヴィークの死後も墓を守ったという。現代でもプラハを守護している騎士として。プラハに危機がある時、ブルンツヴィークがこの剣と共に現れると言われている。